# Бараці (Болгарія)
Бара́ці (болг. Бараци) — село в Кирджалійській області Болгарії. Входить до складу общини Крумовград.

## Населення
За даними перепису населення 2011 року у селі проживали 199 осіб, з них 56 осіб (93,3%) — турки.
Розподіл населення за віком у 2011 році:
Динаміка населення: